# Laguna Huallatani
Laguna Huallatani är en sjö i Bolivia.   Den ligger i departementet La Paz, i den centrala delen av landet, 300 km nordväst om huvudstaden Sucre. Laguna Huallatani ligger 4 939 meter över havet.
Trakten runt Laguna Huallatani består i huvudsak av gräsmarker. Runt Laguna Huallatani är det glesbefolkat, med 11 invånare per kvadratkilometer.